# Arnaldo Pomodoro
Pour les articles homonymes, voir Pomodoro.
 (janvier 2023).
Arnaldo Pomodoro, né le 23 juin 1926 à Morciano di Romagna (royaume d'Italie) et mort le 22 juin 2025 à Milan, est un sculpteur italien contemporain. Il est le frère de Giò Pomodoro, lui aussi sculpteur.

## Biographie

### Formation et débuts
Arnaldo Pomodoro effectue des études de géomètre et travaille pour les services municipaux des bâtiments de la ville de Pesaro dans les Marches avant de s'orienter au début des années 1950 vers la sculpture.

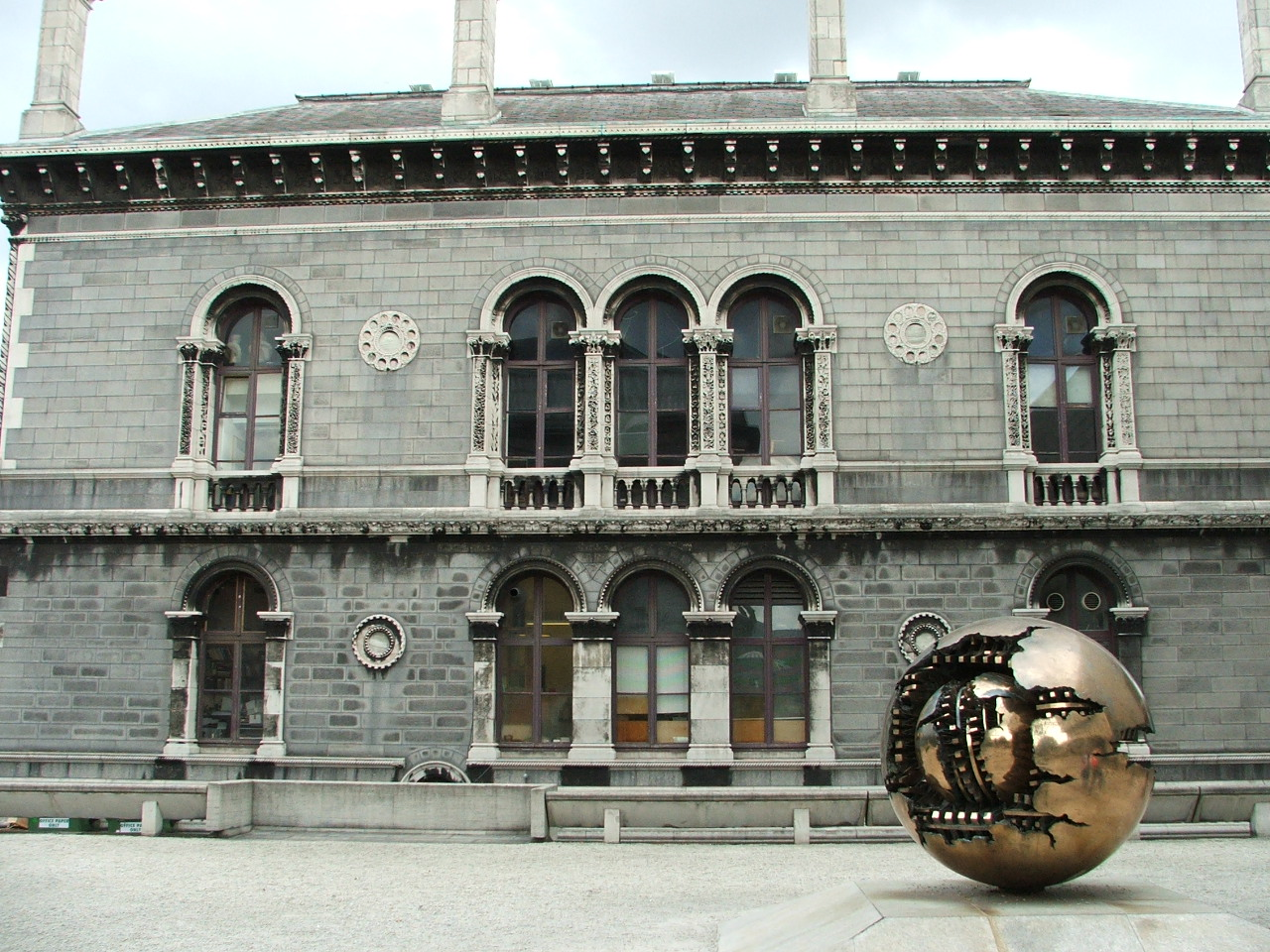
Sphere n° 6 devant le Trinity College de Dublin.

Entre 1961 et 1962, il participe avec Lucio Fontana, Enrico Baj, Sergio Dangelo au groupe Continuità. Son style se caractérise par son travail sur ses pièces en bronze, telles que celles de la série des Sphères, Cônes, ou des Disques qui sont ensuite présentée au cœur des villes qui en font l'acquisition comme Rome, Milan, Tivoli, Turin, Terni, Copenhague, Brisbane, Dublin, Los Angeles, Charlotte NC USA. Le musée du Vatican, l'ONU et le Kremlin possèdent également des pièces de Pomodoro dans leurs collections.

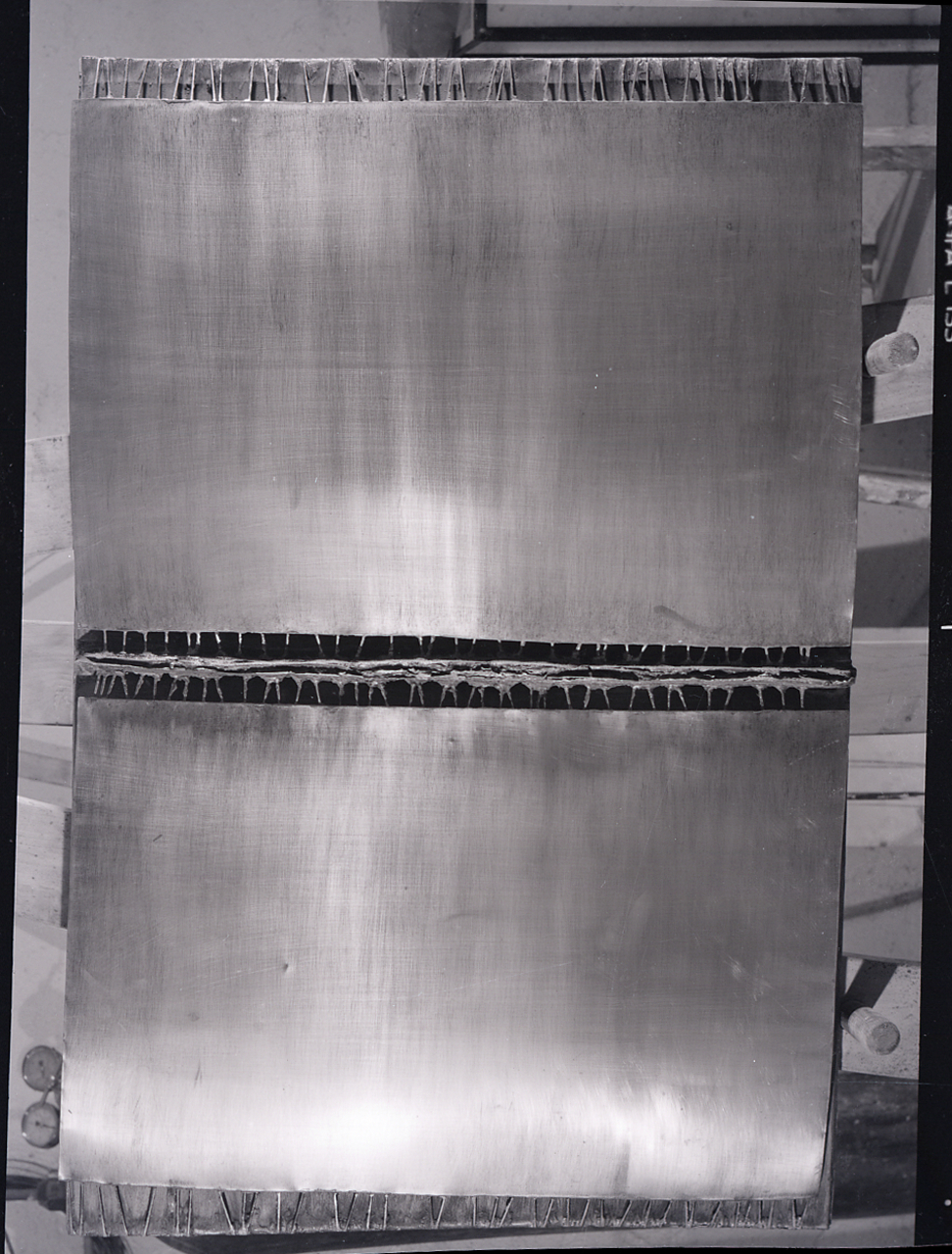
Arnoldo Pomodoro, 1965.

Arnaldo Pomodoro enseigne dans des universités américaines comme l'Université Stanford, Université Berkeley ou le Mills College[source secondaire souhaitée].
Arnaldo Pomodoro entretient aussi depuis des années une relation avec le monde du théâtre et de l'opéra pour lequel il crée des décors. Ainsi, pour Dans la solitude des champs de coton de Bernard-Marie Koltès il reçoit le Prix Ubu.
Il est installé à Milan à partir de 1954, où il ouvre en 1999 la Fondation Pomodoro.

### Carrière (années 1950-1960)
En 1953, Arnaldo Pomodoro assiste à une exposition de Picasso qui se tient à Milan au Palazzo Reale. Cette exposition le marque fortement et, un an après, il gagne Milan où il rejoint la communauté artistique et se lie d'amitié avec Lucio Fontana, Dangelo, Sanesi, Baj et d'autres.
Il participe à la 10e Triennale de Milan et, avec son frère Giò, à la Biennale de Venise. En 1959, Arnaldo Pomodoro reçoit une bourse pour étudier l'art américain et se rend pour la première fois aux États-Unis. Il décrit sa visite au MoMa et voit les sculptures de Brancusi comme une forte inspiration pour son travail. À San Francisco, il rencontre Mark Rothko qui enseigne à la California School of Fine Arts. 
À New York, Arnaldo Pomodoro rencontre Costantino Nivola et Enrico Donati qui le présente à des artistes tels que Franz Kline, Jasper Johns, Andy Warhol. Il rencontre également les sculpteurs David Smith et Louise Nevelson, et organise une exposition New Work from Italy, consacrée aux artistes italiens. 
Plus tard dans les années 1960, il développe une collaboration avec la Marlborough Gallery de New York.
En 1963, Arnaldo Pomodoro reçoit le Prix international de sculpture à la VIIe Biennale de São Paulo ainsi que le Prix national de sculpture à la XXXIIe Biennale de Venise en 1964. 
En 1966, il devient artiste en résidence à l'Université de Stanford, puis à l'UC Berkeley et Collège Mills.
L'année suivante, il crée la Sfera grande pour le pavillon italien de l'Exposition Universelle de Montréal. Cette sculpture est ensuite placée devant le palais Farnesina à Rome. Cette année-là, Pomodoro remporte le prix international de sculpture du Carnegie Institute de Pittsburgh.

### Mort
Arnaldo Pomodoro meurt le 22 juin 2025, la veille de son 99e anniversaire, à Milan.

## Principales expositions individuelles
- 1954 : Galleria Numero de Florence et Galleria Montenapoleone de Milan
- 1964 : Biennale de Venise, artiste solo
- 1974 : Rotonde de la Besana à Milan
- 1976 : Musée d'art moderne de la ville de Paris
- 1984 : Forte Belvedere de Florence
- 1987 : Palazzo dei Diamanti de Ferrare
- 1994 : Hakone Open-Air Museum au Japon
- 1995 : Rocca Malatestiana de Cesena
- 1995 : Musée de la ville de Rimini
- 1996 : Marlborough Gallery de New York

## Prix et distinctions
- 1963 : Prix international de la sculpture à la Biennale de São Paulo
- 1967 : Prix de sculpture du Carnegie Institute
- 1990 : Praemium Imperiale du Japon
- 1996 : Grand'Croix de l'Ordre du Mérite de la République italienne
- 2008 : Prix de l'International Sculpture Center pour l'ensemble de sa carrière